# チキン☆デカ（国産）
『チキン☆デカ（国産）』（チキン・デカ こくさん）は、岩佐真悠子主演による携帯向けショート・ムービー。2004年3月配信。

## 解説
特殊部隊S.W.A.Nの新人刑事（捜査官）マユが、一人前の刑事になるため「チャレンジ道場」で厳しい試練を乗り越えてゆく姿を描くドタバタ・コメディー。松竹のiモード・EZweb向けサイト「タレントエンタメ王国」で、1話2分×12話構成で配信された。マナーモードで楽しむ事を基本に「マナームービー」として音声のないサイレントムービーで配信され、台詞や効果音がプリクラの書き込みのような吹き出しで画面に表示されるが、音声モードへの切替えも可能。DVDには音声が収録されている。
2007年3月から同じく松竹系の動画配信サイト「ドーガ堂」でも配信されている。

## 出演者
- 女子高生刑事・白鳥マユ　岩佐真悠子
- S.W.A.N部隊教官・ジャガーひばり　ジャガー横田
- チャレンジ道場コーチ・マイク鳩山　宇梶剛士
- チャレンジ道場会長・若鶏モモ次郎　轟二郎
- ソフトクリーム男　小磯勝弥

## スタッフ
- 監督：北村拓司
- 撮影：岡崎俊彦
- 美術：吉沼慶二
- プロデューサー：浅見敬・石塚慶生・福島大輔
- 制作：松竹・MONSTER FILMS

## DVD
- チキン☆デカ（国産）（2005年3月25日、ハピネット・ピクチャーズ）